# 旺阿努伊河
旺阿努伊河（英語：Whanganui River），新西兰北岛河流，全长290公里，为新西兰第三长河，也是北岛第二长河。
2017年3月，在毛利人部落積極爭取下，新西兰议会確認旺阿努伊河擁有法定人權。